# ピーテパルト
ピーテパルト (スウェーデン語: pitepalt) は、クロップカーカに似たスウェーデン料理である。

## 概要
ピーテパルトは「ピーテ川付近で作られるパルト」を意味し、スウェーデン北部ノールボッテン県のピーテオの町の名物料理である。この料理はピーテオ発祥の料理であるものの、現代のスウェーデンでは全土で一般的に目にすることができる。
ピーテパルトには沢山の種類があるものの、多くの場合、生のジャガイモとオオムギの粉を用いて作る。オオムギを使うのがクロップカーカと異なる点であり、クロップカーカは生のジャガイモと小麦粉を用いて作る。オオムギを使うため、ピーテパルトは出来上がりが暗褐色に近くなる。なお、一般的なピーテパルトには、ジャガイモ、オオムギ粉 (小麦粉)、食塩、ブタのひき肉を材料として用いられる。この他にタマネギを入れることもあるが、これはあまり一般的ではない。また、ブタの血液を加えて作ることもあり、この場合ブロドパルトと呼ばれ、表面はより濃い暗褐色となる。
ピーテパルトは伝統的にバターやリンゴンベリー・ジャムをつけて食べることが多い。
ピーテオ出身のNHL選手トマス・ホルムストレムはスタンレー・カップで優勝した際、授与された小型の優勝カップで故郷の料理ピーテパルトを作ったとされている。